# Nectandra gardneri
Nectandra gardneri är en lagerväxtart som beskrevs av Carl Daniel Friedrich Meisner. Nectandra gardneri ingår i släktet Nectandra och familjen lagerväxter. Inga underarter finns listade i Catalogue of Life.